# Enfermedades cardiovasculares en México
Las enfermedades cardiovasculares (ECV) en México son un grupo amplio de padecimientos entre los que se incluyen las enfermedades del corazón y las relacionadas con los vasos sanguíneos como la cardiopatía coronaria, reumática, congénita, cerebrovasculares, arteriopatías periféricas, entre otras. Estas enfermedades constituyen la primera causa de muerte en el mundo y al tener altos costos para su prevención y control representan un gran reto para la Salud Pública en México. Existen diversos factores de riesgo que aumentan las posibilidades de presentar enfermedades cardiovasculares, entre los más importantes se encuentran la dieta, el sedentarismo, el consumo de tabaco, la obesidad, el estrés laboral, la hipertensión arterial y la diabetes mellitus.
En el 2010 la principal causa de mortalidad en México fueron las enfermedades cardiovasculares con 105,144 defunciones en ese año, representando 97 defunciones por cada 100,000 habitantes.
En el 2011 la OMS realizó un perfil de enfermedades cardiovasculares en México. Un 19% de las muertes prematuras anuales tanto en hombres como en mujeres (30-69 años) son a causa de enfermedades cardiovasculares, este porcentaje equivale a 25,941 hombres y 16,190 mujeres por año. La tendencia en la tasa de mortalidad prematura en el hombre debida a estas afecciones ha ido aumentando aunque no de manera considerable, sin embargo la meta propuesta para el 2025 en este rubro aún se encuentra muy por debajo de la cifra actual. Por otro lado, la tendencia en mujeres ha ido disminuyendo progresivamente hasta casi alcanzar la meta propuesta para ese mismo año.
En el 2012 la Encuesta Nacional de Salud y Nutrición (ENSANUT, 2012) también arrojó algunos resultados acerca de esta clase de afecciones. La diabetes, la obesidad y las enfermedades cardiovasculares representan conjuntamente el 11.5% de las causas de consulta en México. Se determinó que el motivo de consulta por estas afecciones va en aumento paralelamente con la edad de las personas, siendo el grupo de edad de más de 50 años el principal grupo que tiene como motivo de consulta alguno de estos padecimientos. Esto es un aspecto clave en el país, ya que la proyección poblacional para el 2030 estima que la mayor parte de la población estará constituida por los adultos mayores de 50 años, los cuales son más propensos a presentar enfermedades cardiovasculares.
Actualmente en México, en la población adulta (20-69 años), hay más de 17 millones de hipertensos, más de 14 millones de dislipidémicos, más de 6 millones de diabéticos, más de 35 millones de adultos con sobrepeso u obesidad y más de 15 millones presentan grados variables de tabaquismo.  Todos estos datos representan un alto riesgo para la adquisición de enfermedades cardiovasculares.
Las enfermedades cardiovasculares más comunes son la enfermedad isquémica del corazón (cardiopatía isquémica), enfermedad cerebrovascular (ictus) y enfermedad hipertensiva. Otras enfermedades cardiovasculares como la enfermedad inflamatoria del corazón, insuficiencia cardíaca y enfermedad reumática tienen una relativamente baja incidencia.
La enfermedad isquémica del corazón o cardiopatía isquémica es cualquier enfermedad cardíaca aguda o crónica causada por un defecto en la perfusión miocárdica de oxígeno, principalmente por enfermedad ateroesclerótica de las arterias coronarias. Las dietas ricas en grasas y contenido energético, el tabaquismo, la vida sedentaria, la obesidad y la diabetes tipo 2 favorecen su aparición.
La enfermedad cerebrovascular o ictus es una enfermedad cerebral aguda de origen vascular que puede ser isquémica o hemorrágica. Uno de los principales factores del ictus es el envejecimiento, sin embargo no es el único, los factores como obesidad, hipertensión o el tabaquismo aumentan considerablemente las posibilidades de su incidencia.
La enfermedad hipertensiva o simplemente hipertensión arterial se define como una enfermedad vascular crónica en la que hay un aumento sostenido de la tensión arterial sistólica, diastólica o ambas por encima de los parámetros normales. Entre los factores de riesgo se encuentran los antecedentes familiares, raza negra, el envejecimiento, la obesidad o el estrés. La enfermedad hipertensiva es causa de diversos padecimientos como la ateroesclerosis, la cardiopatía isquémica, ictus, aneurismas, insuficiencia renal.
Actualmente las cifras obtenidas componen un tema controvertido, ya que la mayor parte de los riesgos para presentar enfermedades cardiovasculares son prevenibles. El hacer ejercicio y llevar una dieta saludable constituyen los principales factores para prevenir las ECV y la obesidad, esta última estrechamente relacionada con estas afecciones, ya que representa uno de los factores de riesgo más importantes. Las problemáticas que enfrentan los países en vías de desarrollo, como México, para el control de las enfermedades cardiovasculares son la falta de programas de atención para la detección precoz de los factores de riesgo, acceso a los servicios de salud eficientes, costos altos de atención, pobreza y una carga pesada a la economía del país.